# Luis Sepúlveda
Luis Sepúlveda Calfucura (Ovalle, Chile, 1949. október 4. – Oviedo, Spanyolország, 2020. április 16.) chilei író, újságíró.

## Művei

### Könyvek
- Crónica de Pedro Nadie (1969)
- Los miedos, las vidas, las muertes y otras alucinaciones (1986)
- Cuaderno de viaje (1987)
- Mundo del Fin del Mundo (1989)
- Az öreg, aki szerelmes regényeket olvasott (Un viejo que leía novelas de amor) (1989); fordította Tomcsányi Zsuzsanna; Európa, Budapest, 2011
- La frontera extraviada (1994)
- Nombre de torero (1994)
- Al andar se hace el camino se hace el camino al andar (1995)
- A sirályfióka esete a macskával, aki megtanította repülni (Historia de una gaviota y del gato que le enseñó a volar) (1996); fordította Magyarósi Gizella, illusztrálta Medve Zsuzsi; Európa, Budapest, 2011
- Historias marginales (2000)
- Hot line (2002)
- La locura de Pinochet y otros artículos (2002)
- Diario de un killer sentimental seguido de Yacaré
- Komplot: Primera parte de una antología irresponsable
- Los peores cuentos de los hermanos Grim (2004, Mario Delgado Aparaínnal)
- La sombra de lo que fuimos (2009)

### Filmek
- Vivir a los 17 (1986, forgatókönyvíró, rendező)
- La gabbianella e il gatto (1998, író)
- Tierra del fuego (2000, forgatókönyvíró)
- The Old Man Who Read Love Stories (2001, író)
- Nowhere (2002, forgatókönyvíró, rendező)
- Coração verde (2002, dokumentum-rövidfilm, író)
- Corazón-bajo (2004, rövidfilm, író, rendező)
- Mano armada (2004, rendező)
- O teleftaios fakiris (2005, rövidfilm, novella)
- Le vieux qui lisait des romans d'amour (2009, író)